# Steely Dan
Steely Dan ist eine 1972 von Walter Becker und Donald Fagen in New York City gegründete US-amerikanische Rockband, die in den 1970er Jahren mit der Veröffentlichung von sieben Studioalben ihre größten Erfolge hatte. Die Band tourte bis 1974 und wurde dann bis 1993 zur Studioband.
Ihre Musik verbindet Elemente aus Rock, Funk, R&B, Jazz und Pop. Die Songtexte zeichnen sich oft durch Ironie und Sarkasmus aus. Der Name der Band wurde William S. Burroughs’ Roman Naked Lunch entliehen und bezeichnet dort einen stählernen Dildo.
Steely Dan hat über 40 Millionen Alben verkauft; der Höhepunkt war ihr meistverkauftes Album Aja, das 1977 erschien. Die Band wurde 2001 in die Rock and Roll Hall of Fame aufgenommen.
Zu den bekannten Songs der Band gehören Do It Again, Reelin’ in the Years, Rikki Don’t Lose That Number, Peg, Kid Charlemagne und Hey Nineteen.

## Geschichte

### Erste Jahre ab 1967
Walter Becker und Donald Fagen hatten sich Ende der 1960er Jahre am Bard College in New York kennengelernt und bemerkten schnell ihre Gemeinsamkeiten in der Musik. Sie entwickelten einen eigenen, anspruchsvollen Stil mit Elementen aus Rock, Funk und Blues. Auch ein Jazzeinfluss ist zu hören, etwa im Stück Rikki Don’t Lose That Number (1974), das Stück Parker’s Band bezieht sich auf Charlie Parker. Fast alle Songs sind von Walter Becker und Donald Fagen als Duo geschrieben worden.
Ab 1968 spielten sie mit Elliott Randall als Tourband für eineinhalb Jahre bei Jay & the Americans. Zwischen 1968 und 1971 spielten Fagen und Becker viele Demo-Aufnahmen ihrer Eigenkompositionen ein. Für etwa 250 Dollar schrieben sie 1971 den Soundtrack eines Low-Budget-Films.
1972 wurde Steely Dan mit folgender Besetzung formiert: Donald Fagen (Gesang und Keyboards), Walter Becker (Bass), Denny Dias (Gitarre), Jeff „Skunk“ Baxter (Gitarre), Jim Hodder (Schlagzeug, Gesang) und David Palmer (Gesang). Auf ihrem ersten Album Can’t Buy a Thrill wirkte Elliott Randall als Gastgitarrist mit.
1974 ging die Band auf Tournee; verstärkt wurde sie hierbei von Michael McDonald (Gesang, Keyboards), Jeff Porcaro (Schlagzeug) und Royce Jones (Gesang und Percussion). Im Juli 1974 beschlossen Fagen und Becker, das Touren aufzugeben und sich ganz auf das Schreiben und Aufnehmen zu konzentrieren.

### Hauptphase und Erfolge ab 1975

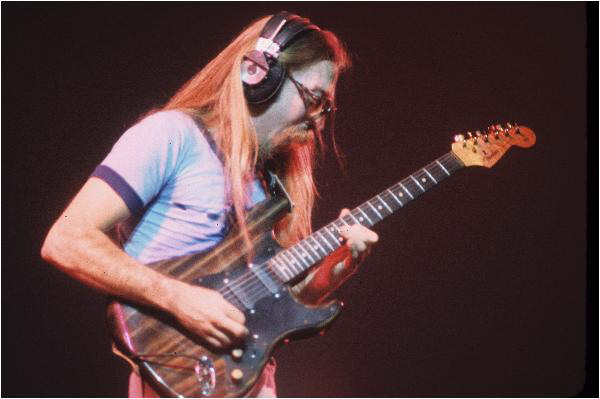
Jeff Skunk Baxter verließ die Band 1974

Nach der Support-Tour für Pretzel Logic wurde Steely Dan von Fagen und Becker nur noch im Studio fortgesetzt, wobei sie von einer zunehmenden Anzahl von Studiomusikern bei der Einspielung ihrer Alben unterstützt wurden. Aus der alten Band wurde nur Denny Dias gelegentlich als bezahlter Studiomusiker eingesetzt. Auch McDonald und Porcaro wirkten noch vereinzelt mit. McDonald folgte deshalb Baxter zu den Doobie Brothers, Porcaro wurde 1977 neben David Paich, der auch Steely-Dan-Songs mit eingespielt hatte, einer der Mitbegründer von Toto.
Von 1975 bis 1980 produzierte Steely Dan vier von der Kritik hoch bewertete Alben.

### Trennung 1980
Nach der Veröffentlichung des Albums Gaucho im Jahre 1980 lösten Becker und Fagen Steely Dan auf. Die Arbeit an Gaucho war von schweren persönlichen Problemen Beckers überschattet. Die Freundin Beckers starb an einer Drogenüberdosis, was ihm zur Last gelegt wurde, und auch er hatte mit seiner Heroinabhängigkeit zu kämpfen. Zudem hatte Becker einen schweren Verkehrsunfall, bei dem er sich einen mehrfachen Beinbruch zuzog und wochenlang auf Krücken angewiesen war. Er zog nach Hawaii, wo er sich im Laufe der nächsten Jahre von seinen Drogenproblemen befreien konnte.
Zudem beabsichtigten Fagen und Becker, die Plattenfirma zu wechseln, was ihr altes Musiklabel jedoch juristisch verhinderte. Donald Fagen begann daher mit Solo-Aufnahmen.

### Wiedervereinigung 1993
1993 waren Fagen und Becker als Steely Dan wieder vereint und beschlossen, wieder Konzerte zu geben. Sie tourten zunächst durch die USA (Alive In America). 1996 folgte die erste Welttournee, die sie auch nach Deutschland (Alive in Germany) führte. Im Jahr 2000 veröffentlichten Steely Dan ihr erstes Studioalbum nach zwanzig Jahren: Two Against Nature wurde von den Kritikern gelobt und erhielt im Februar 2001 vier Grammys und war damit ein Überraschungserfolg. Es gewann in den Kategorien „Best Engineered Album Non-classical“, „Best Pop Vocal Album“, „Best Performance by a Duo or Group with Vocal“ für den Song Cousin Dupree, sowie „Best Album of the Year“.
2001 wurden Steely Dan in die Rock and Roll Hall of Fame aufgenommen. Im Juni 2003 schließlich erschien das Album Everything Must Go. 2006 tourten Steely Dan in den USA zusammen mit Michael McDonald. 2007 kam es erstmals seit 2000 wieder zu einer großen Welttournee durch Amerika, Europa und Japan.
Am 3. September 2017 starb Walter Becker; bis kurz vor seinem Tod war die Band noch auf Tournee gewesen. Am 13. Oktober 2017 setzte Fagen mit seiner Liveband die Tour von Steely Dan fort.

## Produktionsstil
Der Gitarrist Dean Parks bezeichnete in der Fernsehserie Classic Albums den Produktionsstil des Albums Aja von Steely Dan als „one step beyond perfection“: Man arrangiert einen Titel bis zur absoluten Perfektion, um ihn dann nochmals zur Gänze von vorne einzuspielen, um es ein wenig aufzulockern („to loosen it up a little bit“). Es kam nicht selten vor, dass Gastmusiker, auch aufgrund der oft harten Kritik von Becker und Fagen, entnervt das Studio verließen. Sämtliche Steely-Dan-Alben von 1972 bis 1980 wurden gemeinsam mit dem Produzenten Gary Katz produziert.

## Diskografie
Studioalben

| Jahr | Titel                | Höchstplatzierung, Gesamtwochen, AuszeichnungChartplatzierungen (Jahr, Titel, Platzierungen, Wochen, Auszeichnungen, Anmerkungen) | Höchstplatzierung, Gesamtwochen, AuszeichnungChartplatzierungen (Jahr, Titel, Platzierungen, Wochen, Auszeichnungen, Anmerkungen) | Höchstplatzierung, Gesamtwochen, AuszeichnungChartplatzierungen (Jahr, Titel, Platzierungen, Wochen, Auszeichnungen, Anmerkungen) | Anmerkungen |
| Jahr | Titel                | DE | UK | US | Anmerkungen |
| ---- | -------------------- | --- | --- | --- | --- |
| 1972 | Can’t Buy a Thrill   | DE84 (1 Wo.)DE | UK38 Gold · (1 Wo.)UK | US17 Platin · (59 Wo.)US | Erstveröffentlichung: Oktober 1972 Charteintritt in UK erst im September 1975, in DE erst im November 2022 Produzent: Gary Katz |
| 1973 | Countdown to Ecstasy | — | — | US35 Gold · (34 Wo.)US | Erstveröffentlichung: Juli 1973 Produzent: Gary Katz                                                                            |
| 1974 | Pretzel Logic        | — | UK37 Silber · (2 Wo.)UK | US8 Platin · (36 Wo.)US | Erstveröffentlichung: März 1974 Produzent: Gary Katz                                                                            |
| 1975 | Katy Lied            | — | UK13 Silber · (6 Wo.)UK | US13 Platin · (26 Wo.)US | Erstveröffentlichung: März 1975 Produzent: Gary Katz                                                                            |
| 1976 | The Royal Scam       | — | UK11 Silber · (13 Wo.)UK | US15 Platin · (29 Wo.)US | Erstveröffentlichung: Mai 1976 Produzent: Gary Katz                                                                             |
| 1977 | Aja                  | — | UK5 Gold · (10 Wo.)UK | US3 ×2Doppelplatin · (60 Wo.)US                                                                                                   | Erstveröffentlichung: September 1977 Produzent: Gary Katz                                                                       |
| 1980 | Gaucho               | DE57 (2 Wo.)DE | UK27 (12 Wo.)UK | US9 Platin · (36 Wo.)US | Erstveröffentlichung: 21. November 1980 Produzent: Gary Katz                                                                    |
| 2000 | Two Against Nature   | DE11 (8 Wo.)DE | UK11 Silber · (6 Wo.)UK | US6 Platin · (30 Wo.)US | Erstveröffentlichung: 29. Februar 2000 Grammys (Album des Jahres + Bestes Popalbum) Produzenten: Donald Fagen, Walter Becker    |
| 2003 | Everything Must Go   | DE29 (7 Wo.)DE | UK21 (3 Wo.)UK | US9 (12 Wo.)US | Erstveröffentlichung: 10. Juni 2003 Produzenten: Donald Fagen, Walter Becker                                                    |

## Trivia
- Donald Fagen und Walter Becker sind zwei der Hauptfiguren der zehnteiligen Comedy-Videoserie Yacht Rock,[18] in der es um „Smooth Rock“ der 1980er Jahre wie Toto, Hall & Oates, Michael McDonald, Michael Jackson, Kenny Loggins und andere geht.
- Der britische Buchautor Ricky Rooksby hat in seinem Lehrbuch für Songwriting How to write a song on guitar (auch auf Deutsch erschienen) ein kurzes Fagen-Zitat aufgenommen, in dem Fagen selbst zu einem Akkordtyp Stellung nimmt, der den Bandnamen „Steely-Dan-Akkord“ trägt. Dieser Akkord besteht aus dem Grundton, der kleinen Septime sowie zwei über diese geschichteten Quarten – zum Beispiel E-D-G-C. Nur ganz wenige Akkorde in der Musikgeschichte überhaupt bekamen eigene Namen, darunter der „So-What-Akkord“ von Miles Davis des gleichnamigen Jazzstandards, „Tristan-Akkord“ aus Richard Wagners Oper Tristan und Isolde und der „Prometheus-Akkord“ (auch Mystischer Akkord genannt) des Komponisten Aleksandr Skrijabin. Der Name „Steely-Dan-Akkord“ ist aber weder allgemein bekannt noch musikwissenschaftlich fundiert. Er repräsentiert lediglich ein Akkordklangbild (sogenanntes Voicing), das Donald Fagen bevorzugt benutzt hat. Mit einer chromatischen Sequenz und diesem Voicing an jeder zweiten Position beginnen gleich zwei Stücke des Albums Aja: Peg und Deacon Blues.
- 1978 entwickelte Steely Dans langjähriger Toningenieur Roger Nichols speziell für die Produktion von Gaucho den Wendel,[19] einen digitalen Drumcomputer – er gilt als der erste Sampler, der je auf einer Schallplatte verewigt wurde. Auslöser dafür war der Perfektionsdrang Beckers und Fagens, die mit der Präzision menschlicher Schlagzeuger nicht zufrieden waren. Das Gerät ist ein Einzelstück und niemals offiziell in den Handel gelangt. Allerdings gab es eine weiterentwickelte Version, die als Kleinserie aufgelegt wurde und heute hohe Preise erzielt.[20]
- In Folge 4 der zweiten Staffel von Breaking Bad wird deutlich, dass die Hauptfigur Walter White ein großer Steely-Dan-Fan ist.
- Im Rest in Peace Department in der gleichnamigen Filmkomödie (2013) läuft immer Steely Dan als Hintergrundmusik, „weil es die Leute entspannt“.